# Gaumont (compañía cinematográfica)
Gaumont es una compañía productora y distribuidora de películas francesa fundada en julio de 1895 por el ingeniero convertido en inventor Léon Gaumont (1864–1946), bajo el nombre L. Gaumont et compagnie. Gaumont es la compañía cinematográfica más antigua del mundo.

## Historia
La compañía originalmente comerciaba con aparatos fotográficos, y en 1897 empezó a producir cortos para promocionar su proyector de cámara. Desde 1905 hasta 1914, sus estudios "Cité Elgé" (de la pronunciación normal en francés de las iniciales del fundador L-G) en La Villette, Francia, fueron los más grandes en el mundo. 

## Alice Guy

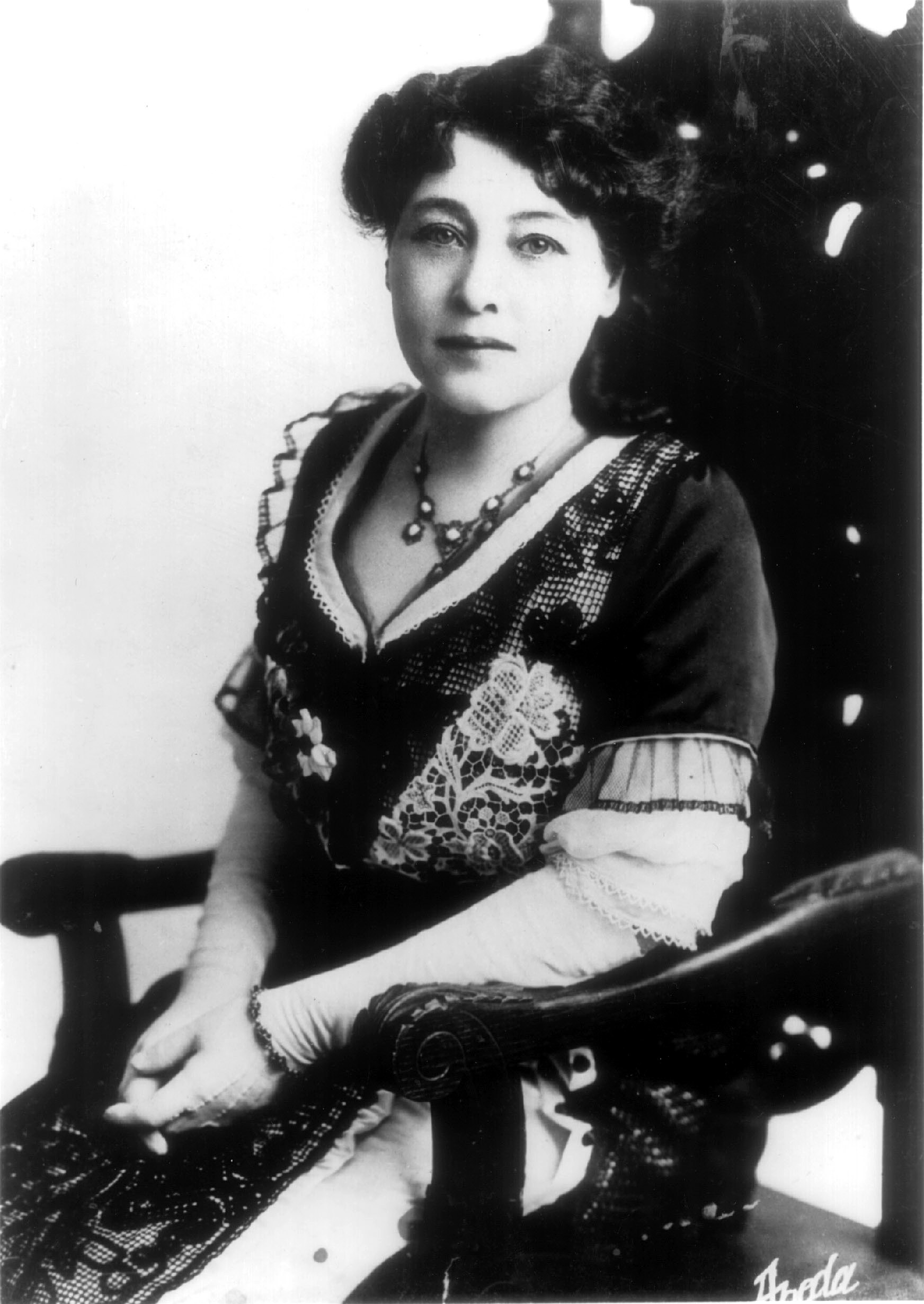
Alice Guy

La secretaria de Léon Gaumont, Alice Guy-Blaché, se convirtió en la primera directora de cine de ficción del mundo. Alice presenció junto a Gaumont una demostración realizada por los Hermanos Lumière, que les mostraba cómo funcionaba el nuevo invento que habían construido. A Alice le interesó y tiempo después pensó que con el cinematógrafo podía contar historias animadas y le manifestó esta idea a León de comprar el aparato, justificando que podría producir un producto que divierta al público. 
Entre los aportes que realiza Alice Guy, podríamos destacar que realizó la primera película narrativa de la historia del cine: La Fée aux Choux (El hada de los repollos). Por ello,  se la reconoce como pionera del cine narrativo. A partir de los avances que iba logrando, queda exenta de su labor como secretaria y queda a cargo de la productora. En 1905 es nombrada como supervisora de los demás directores de la compañía. También fue pionera de los efectos especiales, donde implementó técnicas de máscaras de doble exposición y filmando de secuencias en retroceso, fue la primera en usar la técnica de sobre-impresión implementada por Meliés. Otra de las innovaciones que realizó fueron grabaciones con el Gramófono al mismo tiempo que grababa imágenes. A su vez fue productora de las primeras películas a color. Se le atribuyen de 600 a 1000 películas que tocaban varios de los géneros fílmicos, desde cuentos de hadas a parábolas religiosas, comedias románticas o películas policíacas.

## Louis Feuillade

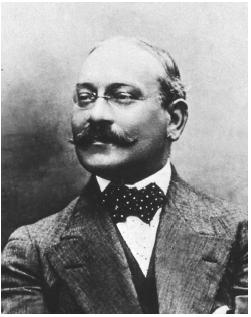
Louis Feuillade

La compañía manufacturó su propio equipamiento y películas producidas en masa hasta 1907. En ese mismo año Louis Feuillade es contratado por Gaumont para escribir guiones y posteriormente convertirse en director y jefe de producción de la compañía, ya que Alice Guy había dejado el puesto vacante y recomienda al productor que contara con Louis para reemplazarla. Rápidamente comienza a dirigir películas en forma periódica, que lo hace expandirse como creador. Su primera película filmada fue “La Porteuse de Pain”; a partir de ese momento, los títulos de sus filmes abordaban temas como comedias, aventuras, policiales o temas históricos. Se lo asocia con el cine de episodio de la década de 1910 o al serial cinematográfico, donde destacó particularmente; pero también la difusión de estas nuevas producciones logró que se consolidara su cine en los Estados Unidos.
En sus películas, abordaba temas tanto infantiles como realistas que no fueron equivalente con el éxito de sus estrenos. Poco tiempo después de estos fracasos, comenzó a mejorar sus siguientes producciones como "Fantomas" (1913), "Los Vampiros" (1915) y "Judex" (1916). Louis Feuillade da a entender que sus historias se acercan a los hechos cotidianos con una dosis de realismo y a su vez llevando al espectador a descubrir lo poético, lo dramático y lo sorprendente que hay en ellas. Demostró que la calidad de la película no estaba en si la inversión era mayor o menor, por el contrario, decía que con poco se podría hacer mucho. Cuando estalló la Primera Guerra Mundial, fue reemplazado por Léonce Perret, quien siguió su carrera en los Estados Unidos unos pocos años después.
La sede de la compañía está en Neuilly-sur-Seine.